# 仙后座V639
仙后座V639，又名BD+62 2356，HD 225094、SAO 10942、HR 9097，是仙后座的一颗恒星，视星等为6.24，位于銀經117.63，銀緯1.26，其B1900.0坐标为赤經23h 58m 17.4s，赤緯+63° 1.26′ 1″。